# Keisha Castle-Hughes

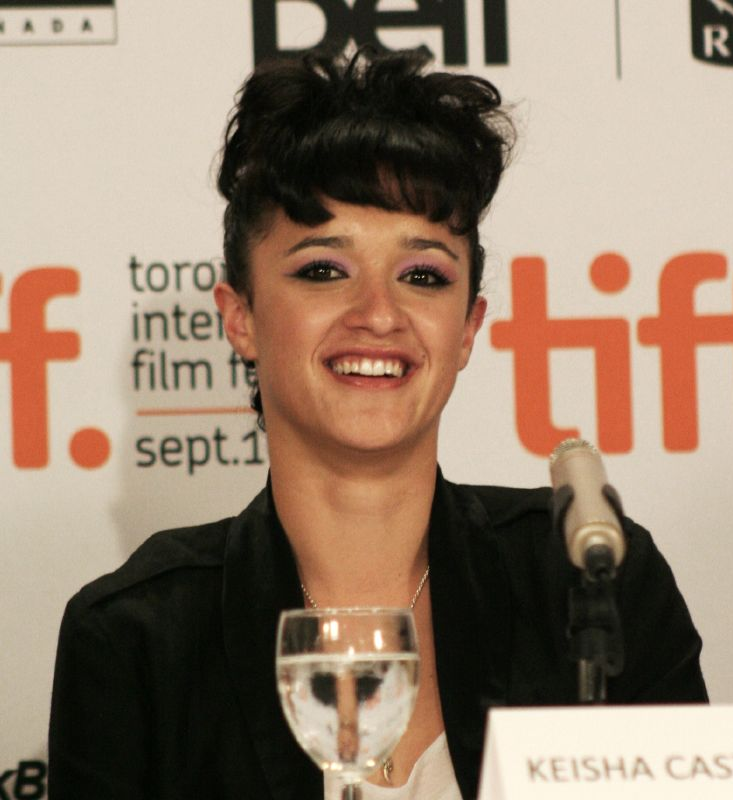
Keisha Castle-Hughes bei der Vorstellung von The Vintner’s Luck beim Toronto International Film Festival 2009

Keisha Castle-Hughes (* 24. März 1990 in Donnybrook, Westaustralien) ist eine neuseeländische Schauspielerin.

## Leben
Keisha Castle-Hughes ist Tochter eines Australiers und einer neuseeländischen Māori. Sie lebt seit ihrem vierten Lebensjahr in Neuseeland.
Castle-Hughes gebar im Alter von 17 Jahren am 25. April 2007 eine Tochter. Vater ist ihr zwei Jahre älterer langjähriger Partner Bradley Hull.
2012 lernte sie Jonathan Morrison kennen; im Jahr 2013 heiratete das Paar. Nach drei Jahren folgte im Jahr 2016 die Scheidung. Im Frühjahr 2021 trat sie in New York mit Donny Grahamer vor den Traualtar. Im Juni 2021 wurde das Paar Eltern einer Tochter.

## Karriere
Am 27. Januar 2004 wurde sie für die Rolle der Paikea in Niki Caros Spielfilm Whale Rider als damals jüngste Schauspielerin für einen Oscar als beste Hauptdarstellerin nominiert, und im gleichen Jahr wirkte sie in Prince’ Musikvideo von Cinnamon Girl mit. 2005 spielte sie in Star Wars: Episode III – Die Rache der Sith die Rolle der Königin Apailana von Naboo. 2006 stand sie als Maria, der Mutter Jesu, in Es begab sich aber zu der Zeit... vor der Kamera.
Nach der Geburt ihrer Tochter arbeitete Castle-Hughes erneut mit Niki Caro zusammen an The Vintner’s Luck (2009). In dem Fantasy-Drama ist sie als Ehefrau eines französischen Winzers (gespielt von Jérémie Renier) zu sehen. Ab 2015 wirkte sie in der Rolle der Obara Sand in der Fernsehserie Game of Thrones mit.

## Filmografie (Auswahl)
- 2002: Whale Rider
- 2005: Star Wars: Episode III – Die Rache der Sith (Star Wars: Episode III – Revenge of the Sith)
- 2006: Es begab sich aber zu der Zeit… (The Nativity Story)
- 2007: Hey Hey, hier Esther Blueburger (Hey Hey It’s Esther Blueburger)
- 2009: Der Engel mit den dunklen Flügeln (The Vintner’s Luck)
- 2009: Piece of My Heart (Fernsehfilm)
- 2010: Legend of the Seeker – Das Schwert der Wahrheit (Legend of the Seeker, Fernsehserie, Episode 2x15)
- 2011: Vampire
- 2011: Red Dog
- 2011–2013: The Almighty Johnsons (Fernsehserie, 20 Episoden)
- 2014: The Walking Dead (Fernsehserie, Episode 5x04)
- 2015–2017: Game of Thrones (Fernsehserie, 8 Episoden)
- 2016: Queen of Carthage
- 2016: Roadies (Fernsehserie, 10 Episoden)
- 2017: Thank You for Your Service
- 2017: Find Your Voice
- 2017: Manhunt: Unabomber (Fernsehserie, 4 Episoden)
- 2018: On the Ropes (Fernsehserie, 4 Episoden)
- 2019: Tone-Deaf
- 2019–2023: FBI (Fernsehserie, 3 Episoden)
- 2020–2025: FBI: Most Wanted (Fernsehserie)
- 2023–2024: Star Wars: The Bad Batch (Fernsehserie, 11 Episoden, Stimme)